# 20-й гвардейский миномётный полк реактивной артиллерии
20-й гвардейский миномётный Свирский Краснознамённый ордена Красной Звезды полк — воинская часть Вооружённых сил СССР в Великой Отечественной войне.

## История
Полк сформирован в начале 1942 года. В состав полка вошли: 26, 210, 211 огмдн.
В составе действующей армии с 14.03.1942 по 31.05.1944 года и с 14.06.1944 по 09.05.1945 года.
08.12.1942 прибыл на Волховский фронт, в течение 1943 года участвовал в операциях, проводимых на Волховском и Ленинградском фронтах, в том числе, во Мгинской наступательной операции, в начале 1944 года участвует в Красносельско-Ропшинской наступательной операции, затем поддерживает огнём наступающие войска в ходе Псковско-Островской операции. Вплоть до начала Ленинградско-Новгородской операции воевал без 211-го гвардейского дивизиона, находившегося постоянно на Волховском фронте.
По окончании операции выведен в резерв, в июне 1944 года отправлен на рубеж реки Свирь, где поддерживает огнём наступающие войска в ходе Свирско-Петрозаводской операции. В ходе операции попадал в окружения.

1.7.44 финские головорезы двумя ротами окружили вторую батарею 211 дивизиона, завязали бой с первой батареей. Личный состав 211 дивизиона занял круговую оборону и в 4-х часовом бою отбил до 12 атак противника. Кольцо окружения второй батареи настолько сузилось, что бой дошёл до рукопашной схватки. Тов. Шапорев на выручку окруженной батарее организовал три отряда по 20 человек и при поддержке 5 танков т-34 лично повел в наступление, на 4-м часу кольцо окружения было прорвано. Личный состав 211 дивизиона, особенно второй батареи окруженный со всех сторон превосходящими силами противника проявил геройство, мужество и стойкость, не дав возможность уничтожить боевые установки. Противник потерял 64 убитыми.— Из наградного листа командира полка гвардии майора Шапорева В.И.
Затем полк был переброшен в Заполярье, где принял участие в Петсамо-Киркенесской операции.
По её окончании находился в Норвегии до конца войны.

## Подчинение
| Дата            | Фронт (округ)           | Армия                | Корпус | Дивизия | Примечания                                   |
| --------------- | ----------------------- | -------------------- | ------ | ------- | -------------------------------------------- |
| 01.04.1942 года | Волховский фронт        | 59-я армия           | -      | -       | -                                            |
| 01.05.1942 года | Волховский фронт        | 59-я армия           | -      | -       | -                                            |
| 01.06.1942 года | Волховский фронт        | 59-я армия           | -      | -       | -                                            |
| 01.07.1942 года | Волховский фронт        | 59-я армия           | -      | -       | -                                            |
| 01.08.1942 года | Волховский фронт        | 59-я армия           | -      | -       | -                                            |
| 01.09.1942 года | Волховский фронт        | 8-я армия            | -      | -       | без 211-го дивизиона в подчинении 4-й армии  |
| 01.10.1942 года | Волховский фронт        | 2-я ударная армия    | -      | -       | без 211-го дивизиона в подчинении 4-й армии  |
| 01.11.1942 года | Волховский фронт        | 2-я ударная армия    | -      | -       | без 211-го дивизиона в подчинении 4-й армии  |
| 01.12.1942 года | Волховский фронт        | 59-я армия           | -      | -       | без 211-го дивизиона в подчинении 4-й армии  |
| 01.01.1943 года | Волховский фронт        | 2-я ударная армия    | -      | -       | без 211-го дивизиона в подчинении 4-й армии  |
| 01.02.1943 года | Волховский фронт        | 2-я ударная армия    | -      | -       | без 211-го дивизиона в подчинении 4-й армии  |
| 01.03.1943 года | Ленинградский фронт     | 2-я ударная армия    | -      | -       | без 211-го дивизиона в подчинении 4-й армии  |
| 01.04.1943 года | Волховский фронт        | 2-я ударная армия    | -      | -       | без 211-го дивизиона в подчинении 4-й армии  |
| 01.05.1943 года | Ленинградский фронт     | 2-я ударная армия    | -      | -       | без 211-го дивизиона в подчинении 4-й армии  |
| 01.06.1943 года | Ленинградский фронт     | 2-я ударная армия    | -      | -       | без 211-го дивизиона в подчинении 4-й армии  |
| 01.07.1943 года | Ленинградский фронт     | 2-я ударная армия    | -      | -       | без 211-го дивизиона в подчинении 4-й армии  |
| 01.08.1943 года | Ленинградский фронт     | 67-я армия           | -      | -       | без 211-го дивизиона в подчинении 4-й армии  |
| 01.09.1943 года | Ленинградский фронт     | 67-я армия           | -      | -       | без 211-го дивизиона в подчинении 4-й армии  |
| 01.10.1943 года | Ленинградский фронт     | 67-я армия           | -      | -       | без 211-го дивизиона в подчинении 4-й армии  |
| 01.11.1943 года | Ленинградский фронт     | 67-я армия           | -      | -       | без 211-го дивизиона в подчинении 4-й армии  |
| 01.12.1943 года | Ленинградский фронт     | 67-я армия           | -      | -       | без 211-го дивизиона в подчинении 54-й армии |
| 01.01.1944 года | Ленинградский фронт     | 42-я армия           | -      | -       | без 211-го дивизиона в подчинении 59-й армии |
| 01.02.1944 года | Ленинградский фронт     | 42-я армия           | -      | -       | -                                            |
| 01.03.1944 года | Ленинградский фронт     | 42-я армия           | -      | -       | -                                            |
| 01.04.1944 года | Ленинградский фронт     | 42-я армия           | -      | -       | -                                            |
| 01.05.1944 года | 3-й Прибалтийский фронт | 42-я армия           | -      | -       | -                                            |
| 01.06.1944 года | Резерв Ставки ВГК       | -                    | -      | -       | -                                            |
| 01.07.1944 года | Карельский фронт        | 7-я армия            | -      | -       | -                                            |
| 01.08.1944 года | Карельский фронт        | 7-я армия            | -      | -       | -                                            |
| 01.09.1944 года | Карельский фронт        | 7-я армия            | -      | -       | -                                            |
| 01.10.1944 года | Карельский фронт        | 14-я армия           | -      | -       | -                                            |
| 01.11.1944 года | Карельский фронт        | 14-я армия           | -      | -       | -                                            |
| 01.12.1944 года | -                       | 14-я отдельная армия | -      | -       | -                                            |
| 01.01.1945 года | -                       | 14-я отдельная армия | -      | -       | -                                            |
| 01.02.1945 года | -                       | 14-я отдельная армия | -      | -       | -                                            |
| 01.03.1945 года | -                       | 14-я отдельная армия | -      | -       | -                                            |
| 01.04.1945 года | -                       | 14-я отдельная армия | -      | -       | -                                            |
| 01.05.1945 года | -                       | 14-я отдельная армия | -      | -       | -                                            |

## Командиры
- майор Лисовский Иван Леонтьевич (5.1942, пропал без вести в 12.1942),
- подполковник Романов Алексей Иосифович (с 11.1942 по 2.1943),
- майор / подполковник Овчинников Фёдор Васильевич (с февраля 1943, погиб 31.12.1943);
- гв. майор Шапорев Василий Иванович (с 1.1944, погиб 19.08.1944 под Питкярантой),
- полковник Лихута Михаил Иванович (с 9.1944 по 1946),
- майор Малашенко Иван Парфёнович (в 5.1945);

начальники штаба: майор Продан Пётр Ильич (с 1.1943 до 6.1944, затем ком-р 3 д-на 28 ГМП), майор Строкин Дмитрий Ильич (с 6.1944, в 1945 — НШ 20 ГМБр), майор Белов Савелий Евстратович (с 10.1944);
пнш капитан Кудрявцев Михаил Владимирович (9.1942, затем — 1 ПНШ по ГМЧ 2-й Уд. А);
военком бат. комиссар Химич Фёдор Касьянович (с 1942); 
Командиры дивизионов: 
- 26-й гвардейский Краснознамённый миномётный дивизион (сфор. 30.11.1941 на базе 1 д-на 13 ГМП) / 1 — капитан Романов Алексей Иосифович (до 5.1942, затем ком-р полка), капитан Капацин Дмитрий Кондратьевич (5.1942, в 1945 — ком-р 52 ОУД РОС ГМЧ КА), капитан Осипов Георгий Николаевич (11.1942, затем НШ 24 ГМП), майор Белов Савелий Евстратович (с 1942, в 1945 — НШ полка); ком-р бат-и ст. л-т Кульков Николай Андреевич (с 11.1941, с 1942 — ком-р 41 огмд);
- 210-й гвардейский миномётный дивизион / 2 — капитан Соколов Пётр Константинович (погиб — 5.09.1942), капитан / майор Александров Пётр Сергеевич (с 9.1942); нш д-на ст. л-т Колупаев (4.1942), капитан Орлов Александр Петрович (1.1944, в 1945 — 2-й пнш);
- 211-й огмдн (М-13, в 6.1943 д-н имел бат-ю М-30) / 3 — капитан / майор Николаенко Иван Игнатьевич (с 3.1942, в 1945 — замком по с/ч 37 ГМП), ст. л-т Дзюбенко Владимир Иванович (6.1944); нш д-на ст. л-т Мищенко Николай Васильевич (9.10.1945), капитан Соловей Иван Максимович (10.1945);

- гв. старший лейтенант Тюрин Алексей Иванович — командир батареи 20 Гвардейского Миномётного Свирского полка

## Награды и наименования
| Награда (наименование)           | Дата       | За что получена |
| -------------------------------- | ---------- | --- |
| Почётное наименование «Свирский» | 02.07.1944 | За успешные действия в ходе Свирско-Петрозаводской операции                                                                                             |
| Орден Красного Знамени           |            | |
| Орден Красной Звезды             | 14.11.1944 | за образцовое выполнение заданий командования в боях с немецкими захватчиками, за овладение городом Киркенес и проявленные при этом доблесть и мужество |

## Память
- В экспозициях Военно-исторического музея артиллерии, инженерных войск и войск связи (Санкт-Петербург) бережно хранится Боевое Знамя 20–го гвардейского миномётного Свирского Краснознамённого и ордена Красной Звезды полка[3].